# Elecciones estatales de Aguascalientes de 1974
Las elecciones estatales de Aguascalientes de 1974 se realizaron el domingo 4 de agosto de 1974 y en ellas se renovaron los siguientes cargos de elección popular del estado mexicano de Aguascalientes:
- Gobernador de Aguascalientes. Titular del Poder Ejecutivo del estado, electo para un periodo de seis años, sin derecho a reelección. El candidato electo fue José Refugio Esparza Reyes.
- 9 diputados del Congreso del Estado. Electos para un periodo de tres años para integrar la XLIX Legislatura.
- 9 ayuntamientos. Compuestos por un presidente municipal y sus regidores, electos para un periodo de tres años.

## Resultados

### Gobernador
|  | 83.40 % |

|  | 16.60 % |

### Congreso del Estado de Aguascalientes
|  | 82.89 % |

|  | 16.36 % |

|  | 0.70 % |

### Ayuntamientos
|  | 83.28 % |

|  | 15.96 % |

|  | 0.64 % |

|  | 99.90 % |

|  | 0.10 % |